# معركة كورنث (146 ق.م)
كانت معركة كورنث عام 146 قبل الميلاد، والمعروفة أيضًا باسم معركة ليوكابيترا أو معركة ليفكوبيترا، اشتباكًا حاسمًا بين الجمهورية الرومانية ومدينة كورنث اليونانية وحلفائها في اتحاد آخاين. مثّلت المعركة نهاية حرب آخاين وبداية فترة الهيمنة الرومانية في التاريخ اليوناني. بعد المعركة، تعرضت كورنث للتدمير الكامل والشامل على يد الرومان.
تحرك الرومان بسرعة منذ بداية الحرب قبل أسابيع قليلة. كانوا قد دمروا القوة الآخية الرئيسية في سكرابيا، واحتلوا بيوتيا قبل أن يتوجهوا إلى كورنث. على الرغم من النجاحات الرومانية، رفض الآخيون الاستسلام وجمعوا جيشًا للدفاع عن عاصمة الاتحاد كورنث، حيث اشتبكوا مع الرومان في المعركة. في غضون ساعات قليلة من القتال، هُزمت الآخيون بشكل كلي، إذ قُتل جنود قواتهم أو أسِروا أو هربوا. بعد أيام قليلة من الانتظار، دخل الرومان المدينة، وبأمر من موميوس، أشعلوا فيها النار وقتلوا جميع الرجال واستعبدوا النساء والأطفال، وبعد ذلك خضعت بقية اليونان لروما.

## نظرة عامة
كان التوتر بين روما وآخايا يتصاعد لبضعة عقود قبل الصراع الذي يُعرف الآن باسم حرب آخاين، ولكن التوتر وصل إلى ذروته بين عامي 148 و146 قبل الميلاد، بسبب رغبة آخايا في ضم إسبارطة إلى الاتحاد. انهارت العلاقات بين الاتحاد وروما بسبب هذه القضية. ذكر كاسيوس ديو أن الآخيين (اليونانيين) هم الذين بدأوا النزاع، ولكن اقتُرح أن التوسع الروماني والغوغائية الآخية أو حتى فشل الدبلوماسية كانت أسباب النزاع. أمر مجلس الشيوخ الروماني لوسيوس موميوس، أحد قناصل العام، بالإبحار من آخايا إلى اليونان لإخماد التمرد، ولكن في غضون ذلك، سمحوا لكوينتوس كايسيليوس ماسيدونيكوس، الذي كان قد انتصر مؤخرًا في الحرب المقدونية الرابعة وكان لديه جيش قوي في مقدونيا، باتخاذ الإجراءات الأولية.

## مقدمة المعركة
زحف الرومان من مقدونيا، التي كانت قد تحولت لتوها إلى مقاطعة رومانية، وهزموا جيش من جيوش آخاين بقيادة كريتولاوس الميغالوبوليسي في معركة سكاربيا. تسببت هذه الهزيمة في حدوث ارتباك وفزع كبيرين في العالم اليوناني، ما أدى لاستسلام عدد من المدن للرومان. مع ذلك، احتشد أغلب أعضاء الاتحاد، وخاصة كورنث، حول ديايوس، وانتخبوه في منصب الاستراتيجيو ليحل محل كريتولاوس وقرر مواصلة الحرب، وفرض ضرائب قاسية وصادر الممتلكات والثروات. بعد المعركة، تقدم القائد الروماني عبر بيوتيا، وهزم حلفاء آخيين في المنطقة أو ضَمِن استسلام مدن متعددة وأظهر لهم الرحمة. قدم عرض سلام لأعضاء الاتحاد، ولكن ديايوس رفضه، الذي أمر بقتل أو اعتقال السياسيين المؤيدين للسلام والمؤيدين للرومان.
في عام 146 قبل الميلاد، وصل لوسيوس موميوس وأرسل ميتيلوس إلى مقدونيا وجمع كل القوات الرومانية في المنطقة، والتي شملت 23000 محارب مشاة و3500 فارس (ربما شمل ذلك فيلقان بالإضافة إلى الحلفاء الإيطاليين)، بالإضافة إلى حلفاء كريت وبرغامس. مع هذه القوات، زحف إلى كورينث، عاصمة الاتحاد، حيث كان الجنرال ديايوس موجودًا مع 14000 محارب مشاة و600 فارس، ربما أيضًا مع الناجين من الهزيمة في سكرابيا.

## المعركة
كان الرومان قد نشروا بعض المساعدين الإيطاليين كحراس، لكنهم كانوا مهملين في حراستهم، ربما بسبب غطرسة جيش آخاين الأصغر نسبيًا. سمح ذلك للآخيين بشن هجوم ليلي ناجح على معسكر الحرس المتقدم الروماني، مما تسبب في خسائر كبيرة وتعزيز الروح المعنوية لأخيين. ثم انطلق موميوس بنفسه، موجهًا المطاردين نحو معسكر آخاين.
بتشجيع من نجحاهم المبكر، بدأ الأخيون المعركة في اليوم التالي. في المعركة التي تلت ذلك، وقفت قوات المشاة بانتظار هجوم الجحافل، لكن سلاح الفرسان، الذي فاق عدد فرسان العدو عددهم بشكل كبير، لم ينتظروا هجوم الفرسان الرومان وبدلًا من ذلك تفرقوا بسرعة. مع ذلك، تفوق المشاة الآخيون على الجحافل على الرغم من قلة عددهم، حتى قامت قوة مختارة مكونة من 1000 محارب مشاة روماني بكسر خطوطهم تمامًا، ما أدى إلى تراجع الأخيين في حالة من الفوضى وراء أسوار المدينة. لجأ بعض الآخيين إلى كورنث ولكن لم يجرِ تنظيم أي دفاع لأن ديايوس هرب إلى أركاديا، حيث انتحر.

## معرض صور

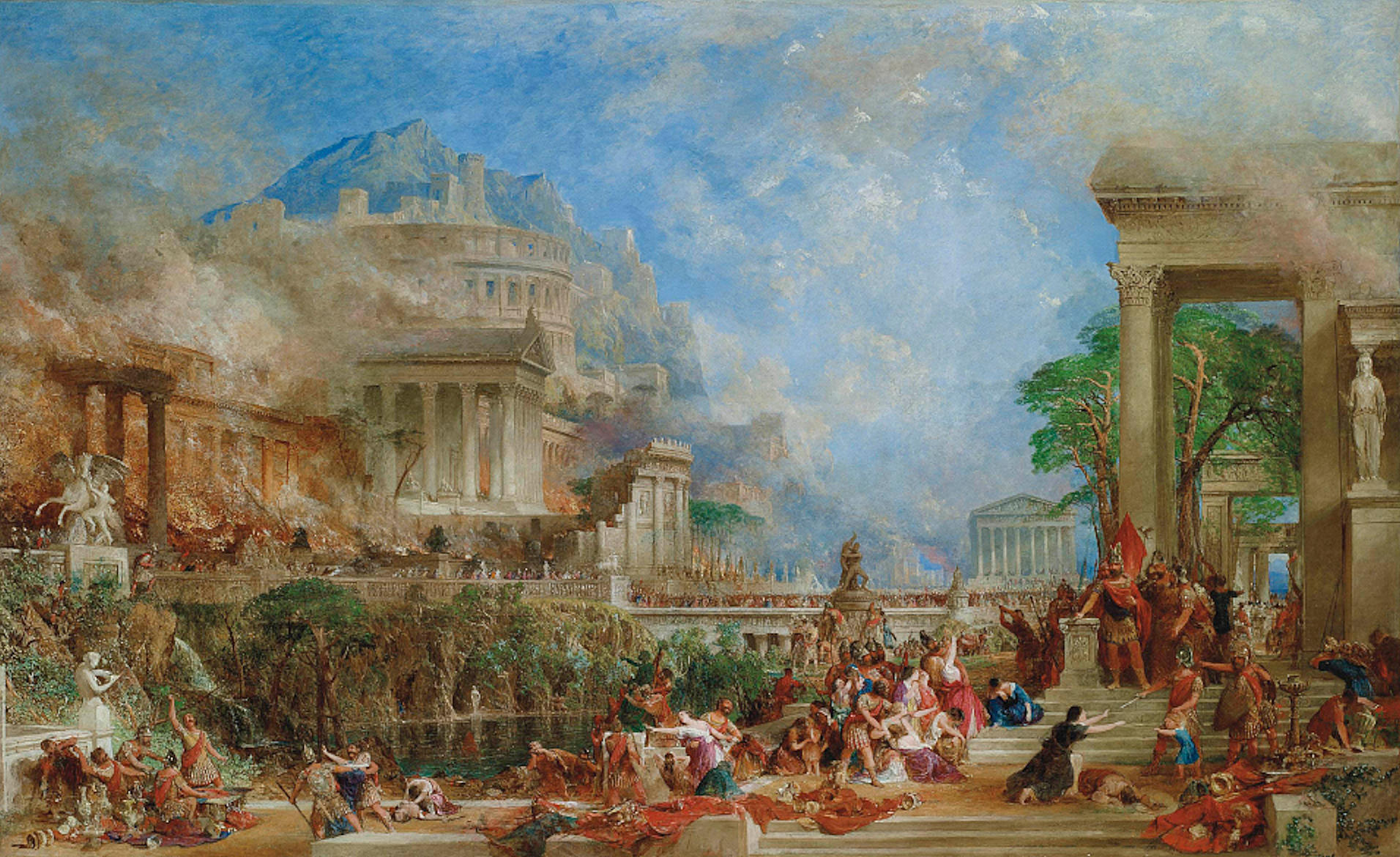
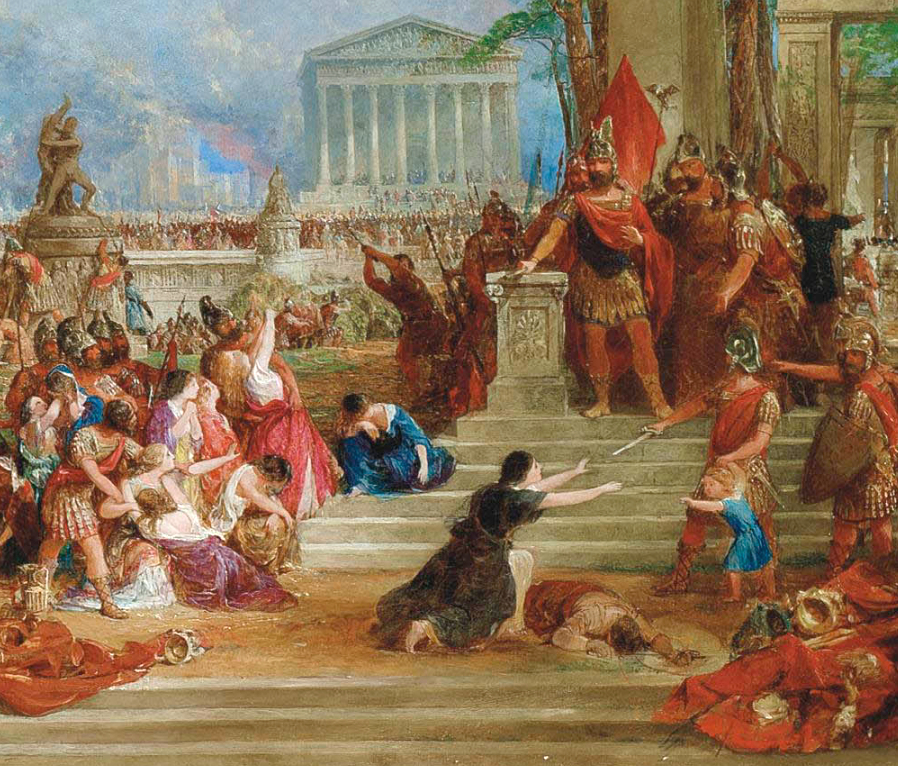
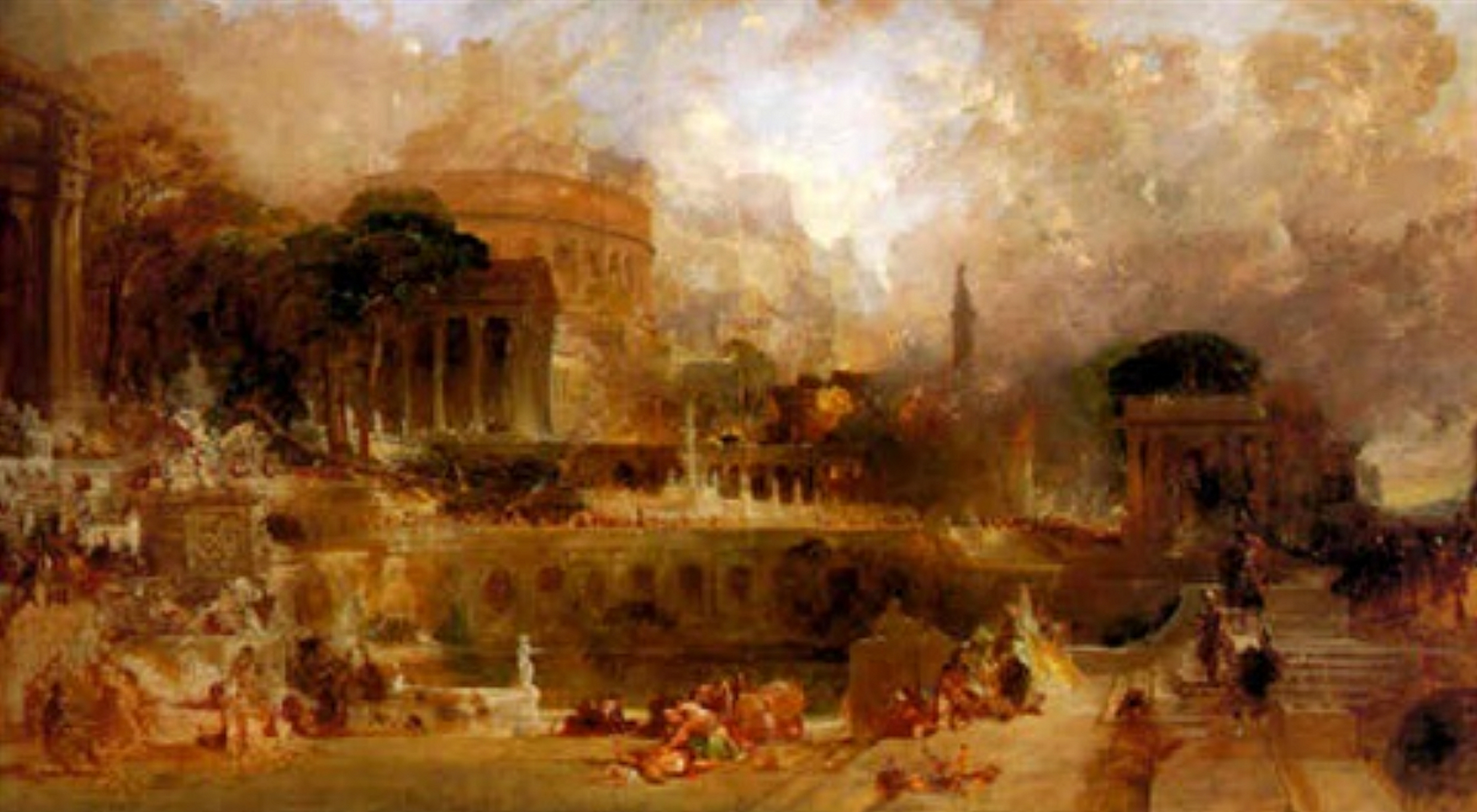